# 神仙道
《神仙道》是光環眾（今飛魚科技）開發的一款仙俠題材大型多人在线角色扮演游戏，遊戲在中國大陸由心動公司代理營運，台灣由龍成網路代理營運。

## 遊戲系統
《神仙道》是一款橫向捲軸冒險遊戲，採用大型多人在线角色扮演游戏的玩法。遊戲中有武圣、飞羽、剑灵、将星、方士、术士六種職業，蜀山和昆仑兩個門派。2016年重製版，角色職業只有武圣、剑灵和飞羽三種，門派改為蜀山、昆侖和蓬萊三大派。戰鬥系統為回合制自動戰鬥，玩家可以在一個九宮格的戰陣部署上場角色，不同的戰陣有正面增益。戰鬥中角色攻擊和被攻擊會獲得怒氣值，蓄滿角色能發出絕招。角色能升級及強化，還能裝備「命格」提供戰力。

## 故事簡介
故事發生在一個奇幻世界，盤古開天闢地後，死後精、气、神化為伏羲、神農、女媧。伏羲開闢神界以天帝自居，女媧居於昆崙山，以五色土造人，神農帶領獸族在蠻荒之地篳路藍縷，嘗百草中毒身死，一身神力傳給蚩尤。蚩尤無法駕馭神力失控，四處攻伐，一度殺入神界，女媧不敵蚩尤，天帝在脅迫人族皈依後以神樹封印蚩尤於九黎。戰後女媧沉睡，人族發展處仙術，形成蜀山、昆仑和蓬萊三大派，獸族遁入山林，部分成為修煉成妖族。三大派不斷收集封印九黎的神力，多年後蚩尤乘機打破封印，三大派練手消滅了蚩尤，大戰死者無數，亡靈在地下建立了鬼界。而蚩尤也留下魔功讓一些獸族成為魔族，遂開闢魔界。三大派在休養生息後，又開始互相征戰。

## 開發
《神仙道》由光環眾開發，叶斌擔任製作人，遊戲在2010年7月19日立案，開發時參考當時流行的网页游戏《傲视天地》，並吸取了其中的單機遊戲元素。開發團隊除了主美術外，都沒有遊戲開發經驗，團隊成員大多熱衷於設計遊戲人物和劇情，後來獲得心動公司創始人黄一孟的幫助，完善遊戲的一些細節內容。遊戲在初期就決定了是修仙主題，名字「神仙道」源於《倩女幽魂II：人間道》。2010年12月29日，遊戲在業內舉行一次小型的測試，開發團隊根據意見作出了修改。2012年4月25日遊戲進入封測階段，叶斌擴大了開發團隊，繼續打磨遊戲內容，發行方心動遊戲也反饋修改意見，協助光環眾优化遊戲。2013年面對遊戲數值失衡，出現玩家對戰時雙方都可以無限閃避的情況，開發團隊重做了相關數值，保持遊戲平衡性。
2011年開發團隊就計劃將遊戲移植到手機平台上，當時缺乏同類遊戲作參照物，開發團隊重點是設計一套可行的操作系統和图形用户界面，還有對下載系統進行了优化，让玩家能使用最少的流量遊玩遊戲。隨著遊戲營運時間變長，原本的遊戲美術風格和图形用户界面跟不上市場潮流，2016年開發商推出高清重製版，為角色製作了3D模型，重做了图形用户界面。

## 發行
2011年3月VeryCD成為遊戲的中國大陸總代理，並建立遊戲品牌「心动游戏」負責營運。同年4月25日遊戲網頁版開啟封閉測試，6月網頁版正式公測。在中國大陸各平台上線，心動和各平台分成為三比七，心動還為各平台提供伺服器。參與營運的平台有37wan、6711、95k、6543、91wan、49you、玩吧、游窝等，遊戲營運一週年，合計開設5000組伺服器，有200家合作營運平台。2012年1月14日，遊戲推出付費下載的iOS版。同年12月5日，遊戲的Android版上線。2016年開發商推出高清重製版。
台灣的遊戲營運由龍成網路負責，2013年10月18日《神仙道》iOS繁體版上線App Store，Android版在2014年3月25日發佈。2016年9月27日，手機平台上線遊戲高清重製版《神仙道HD》，同年10月22日，原iOS和Android繁體版正式下架，用戶資料導入《神仙道HD》。2019年3月29日，《神仙道HD》正式停運。
2012年2月遊戲在韓國上線，Entermate負責遊戲的韓國服營運。同年4月，遊戲在越南上線。

## 評價及反響

### 評價
遊戲的商業表現和營運獲得新浪遊戲、遊戲葡萄、游戏大观正面的評價，新浪遊戲編輯江湖小龙稱讚「《神仙道》为网页游戏做出了一个很好的榜样」，遊戲葡萄評價該作是「页游时代的现象级产品」，開發商善於聽取玩家意見，讓遊戲能營運十年之久。韓國代理商Entermate董事長Sunny Park在接受採訪時表示，遊戲在韓國的表現出人意料，商業表現超過當地的网页游戏，甚至是大多數的客户端游戏，收費模式也影響了一眾韓國遊戲開發商。公司能發展到在科斯达克上市，也是得益於《神仙道》。評論員Pantheist在《大众软件》發文批評該作「抄襲」大宇資訊的仙劍奇俠傳系列，他指出遊戲在劇情、角色和音樂都與仙劍奇俠傳系列相似，不過他也認同遊戲在玩法設計方面的成功之處。
江湖小龙認為遊戲的美術風格在當時的网页游戏中較為突出，主線設計內容豐富，與主流网页游戏注重玩家社交弱化劇情的做法相抵，不過也因此增加了玩家的代入感和體驗。此外，開發商通過一年24次內容更新，保證了遊戲的可玩性，避免了玩家流失。

### 商業表現
遊戲中國大陸網頁版2011年12月收入超過8000萬人民幣，註冊用戶達到1.6億，韓國網頁版月營收一度接近300萬美元。遊戲推出付費下載的iOS版，發佈初期登上App Store付費榜第四十名，發佈後第八個月，成為付費榜第一名，月營收超過2000萬人民幣。

## 續作
遊戲續作《神仙道2》於2016年9月12日推出網頁版，由飛魚科技授權心動公司開發及營運，奇虎360合作營運。遊戲劇情延續《神仙道》，玩家扮演初出茅廬的小妖，以成為妖仙為目標努力，於2018年3月10日停運。
第三部《神仙道3》為放置遊戲，由飛魚科技開發，朝夕光年發行，2023年6月7日在App Store發佈。同年11月遊戲改為飛魚科技兼任發行。

## 備註
1. ↑  2016年開始心動投資龍成網路，2017年7月心龍成網路成為心動子公司[1]
2. ↑  今Beno TNR Inc

## 外部連結
- 中國大陸：原版、高清重製版
- 台灣：原版、高清重製版